# 272. strelska divizija (ZSSR)
272. strelska divizija (izvirno rusko 272. стрелковая дивизия; kratica 272. SD) je bila strelska divizija Rdeče armade v času druge svetovne vojne.

## Zgodovina
Divizija je bila ustanovljena julija 1941 v Tihvinu.